# 서울홍연초등학교
서울홍연초등학교(서울弘延初等學校)는 대한민국 서울특별시 서대문구 홍은동에 있는 공립 초등학교이다.

## 학교 연혁
- 1975년 7월 3일: 서울홍연국민학교 개교
- 1996년 3월 1일: 서울홍연초등학교로 교명 개칭
- 2016년 3월 1일: 서울형 혁신학교 재지정[2]

## 참고 자료
- 서울홍연초등학교 - 한국교육학술정보원 학교알리미